# Solaria curacavina
Solaria curacavina är en amaryllisväxtart som beskrevs av Pierfelice Ravenna. Solaria curacavina ingår i släktet Solaria och familjen amaryllisväxter. Inga underarter finns listade i Catalogue of Life.